# Johannes Brüns
Johannes Brüns (* 30. August 1903 in Essen; † 7. Mai 1965 in Essen-Borbeck) war ein deutscher Politiker.

## Leben
Der Arbeitersohn besuchte die Volksschule und absolvierte anschließend eine Lehre zum Bergmann. Zwischen 1951 und 1957 war er auf der Zeche Amalie beschäftigt, wo er auch Vorsitzender des Betriebsrates war. Schließlich schied er aus dem Berufsleben als Berginvalide aus.
1946 trat er in die CDU ein und war zwischen 1948 und 1959 im Stadtrat der Stadt Essen und Vorsitzender des Sozialausschusses. Ab dem 26. Oktober 1959 bis zum 28. November 1960 im 3. Bundestag als Nachfolger des verstorbenen Johannes Kunze.